# Sanni Issa
Sanni Issa (Kano, 17 agosto 1991) è un calciatore nigeriano, attaccante svincolato.

## Carriera
Dal 2010 al 2013 ha giocato in diverse squadre della massima serie figiana; nella stagione 2010-2011 ha esordito nella OFC Champions League con la maglia del Lautoka, disputandovi 4 partite senza mai segnare. Nella stagione 2012-2013 ha vinto il Golden Ball (premio come miglior giocatore) e la Golden Boot (premio per il capocannoniere del torneo, ottenuto con 9 reti in 8 presenze) nella OFC Champions League; è stato il primo giocatore di un club figiano a riuscire a vincere questi titoli, e nella stessa stagione ha guidato il Ba (squadra in cui giocava) fino alle semifinali della coppa continentale. A fine stagione ha dovuto lasciare il club per problemi legati al suo permesso di soggiorno nelle Isole Figi, e successivamente il 23 agosto 2013 ha firmato un contratto con l'Amicale, squadra di Vanuatu., con la quale gioca 3 partite senza mai segnare in OFC Champions League e contribuisce alla vittoria del campionato. Realizza inoltre 2 gol in altrettante presenze nella coppa nazionale di Vanuatu.
Nel settembre 2014 viene ingaggiato dai neozelandesi del WaiBOP Utd; due mesi dopo passa in prestito all'Auckland City, sempre nel campionato neozelandese. Con la sua nuova squadra gioca 4 partite senza mai segnare nei Mondiali per Club del dicembre 2014; gioca inoltre 4 partite nel campionato neozelandese, che vince; vince inoltre la OFC Champions League, nella quale però non scende mai in campo.
Successivamente terminato il prestito torna al WaiBOP Utd, con cui realizza 2 reti in 6 presenze, per poi trasferirsi nel luglio del 2016 al Lynn Avon United, che nel 2017 lo cede in prestito al Ba.
Dal marzo all'ottobre del 2018 gioca in Nuova Zelanda nel Manukau City, per poi trasferirsi al Waitakere Utd, sempre in Nuova Zelanda. Nel 2022 ha segnato 10 reti in 11 presenze nella seconda divisione neozelandese con il Christchurch United, per poi trasferirsi nello stesso anno al Rewa, club della prima divisione figiana.

## Palmarès

### Club

#### Competizioni nazionali
- Campionato figiano: 2

Ba: 2013
Rewa: 2022
- Campionato vanuatuano: 1

Amicale: 2013-2014
- Campionato neozelandese: 1

Auckland City: 2014-2015

#### Competizioni internazionali
- OFC Champions League: 1

Auckland City: 2014-2015

### Individuale
- Capocannoniere della OFC Champions League: 1

2012-2013 (9 gol)
- Miglior giocatore della OFC Champions League: 1

2012-2013